# Winspector
Jiban Solbrain
Winspector ou Winspector Police Spéciale (特警ウインスペクター, Tokkei Uinsupekutā) est une série télévisée japonaise de tokusatsu, produite en 1990 par Toei Company. Elle est le 9e volet de la franchise Metal Hero Series et le premier opus de la trilogie Rescue Police Series.
Elle suit les aventures et les missions d'une équipe spéciale de « police de sauvetage » connue sous le nom de Winspector Special Police (WSP), qui arrête les crimes et réagit à des événements dangereux où les forces de police régulières ne suffisent pas. L'équipe est composée d'un humain (un héros vêtu d'une armure) et de deux assistants robotiques, accompagnés par une jeune policière sans armure.
En France, la série, intitulée simplement Winspector, est diffusée pour la première fois dans le bloc Club Dorothée de TF1, le 6 mai 1991. Seuls 42 épisodes sur 49 ont été doublés en français et diffusés.

## Intrigue
Winspector se déroule dans un Japon proche de 1999. Comme le pays est confronté à une grande menace criminelle, de nouvelles méthodes de protection des personnes sont créées. L'escouade Winspector, composée des frères robots Walter et Bryan, ainsi que William (portant l'armure Fire Tector) et Léna, défendent l'humanité contre les menaces super puissantes, allant des attaques de foule aux expériences scientifiques qui ont terriblement mal tourné.

## Distribution
- Masaru Yamashita (ja) (VF : Eric Aubrahn[1]) : William[2] (香川 竜馬, Kagawa Ryōma?) / Fire (ファイヤー, Faiyā?)
- Kaoru Shinoda (VF : Michel Lasorne[1]) : Bryan (バイクル, Baikuru?) (voix)
- Seiichi Hirai (VF : Bernard Tiphaine[1]) : Walter (ウォルター, Worutā?) (voix)
- Mami Nakanishi (ja) (VF : Sophie Gormezano[1]) Léna[2] (藤野 純子, Junko Fujino?)
- Hiroshi Miyauchi (en) (VF : Bernard Tiphaine[1]) : Capitaine Peterson (正木 俊介, Masaki Shunsuke?)
- Sachiko Oguri (VF : Aurélia Bruno[1]) :  Carole[2] (小山 久子, Koyama Hisako?)
- Ryō Yamamoto (VF : Francette Vernillat[1]) : Alexandre[2] « Alex » (小山 良太, Koyama Ryōta?)
- Masaru Ōbayashi (ja) : « Professeur » (野々山 真一, Nonoyama Shin'ichi?)
- Kazuhiko Kishino (VF : Stefan Godin[1]) : Madock (マドックス, Madokkusu?) (voix)
- Issei Futamata : Demitasse (デミタス, Demitasu?) (voix)
- Shinichi Satō (ja) : « Commissaire » (六角 虎五郎, Rokkaku Toragorō?)
- Yura Hoshikawa : Alice[2] (香川 優子, Kagawa Yūko?)
- Issei Masamune : le narrateur (voix)